# AN-94
AN-94 Abakan je moderna ruska jurišna puška, ki jo je v začetku devetdesetih let 20. stoletja začel razvijati Genadij Nikonov.
Leta 1994 je bila izbrana  kot naslednica jurišne puške AK-74, vendar jo zaenkrat zaradi različnih razlogov (predvsem ekonomskih) uporabljajo le nekatere enote v ruski vojski in policiji.
Na videz je puška AN-94 precej podobna puški AK-74. Ključna novost pa je dodatek dvostrelnega rafala pri polavtomatskem in avtomatskem streljanju. Ta dvostrelni rafal je izstreljen s hitrostjo 1800 nabojev na minuto, kar izkušenemu strelcu na razdaljah do 100 m omogoča zadetek obeh krogel v eno točko. Naslednji naboji so nato izstreljeni z nižjo hitrostjo kot pri klasičnem avtomatskem streljanju.
Ker si naboja sledita tako hitro, se tudi zmanjša vpliv odsuna orožja med obema streloma, kar poveča natančnost zadetkov. 
Uporabnost dvostrelnega rafala je v povečani prebojnosti, ki jo nudi ta način streljanja (ker dve krogli lahko zadaneta isto točko, lahko prebijeta tudi težje neprebojne jopiče, ki jih ena sama krogla ne bi mogla prebiti).

## Pomanjkljivosti
Po mnenju nekaterih analitikov je ruska vojska puško AN-94 izbrala, ker ostali prototipi med testiranjem še niso bili popolnoma dodelani.
Strelni mehanizem pri AN-94 je ravno zaradi možnosti dvostrelnega rafala precej kompliciran, kot mehanizem pri AK seriji jurišnih pušk, kar pomeni težje vzdrževanje.
Sama oblika puške ni najbolj ergonomsko zasnovana, zloženo kopito pa ovira pritisk na sprožilec, kar praktično onemogoči streljanje z zloženim kopitom.
Puška je tudi precej (po nekaterih ocenah celo 5-krat) dražja od jurišne puške AK-74.
Ravno zaradi teh težav je malo verjetno, da bo puška kdaj v množični uporabi.